# 罗哈阿斯赫塔米
罗哈阿斯赫塔米（Roha Ashtami），是印度马哈拉施特拉邦赖加德县的一个城镇。总人口19082（2001年）。

## 人口
该地2001年总人口19082人，其中男性9877人，女性9205人；0—6岁人口2310人，其中男1261人，女1049人；识字率80.85%，其中男性为83.38%，女性为78.13%。